# Abu l-Darda
Abū l-Dardāʾ (Yathrib, 580 – Damasco, 652) è stato un Sahaba.

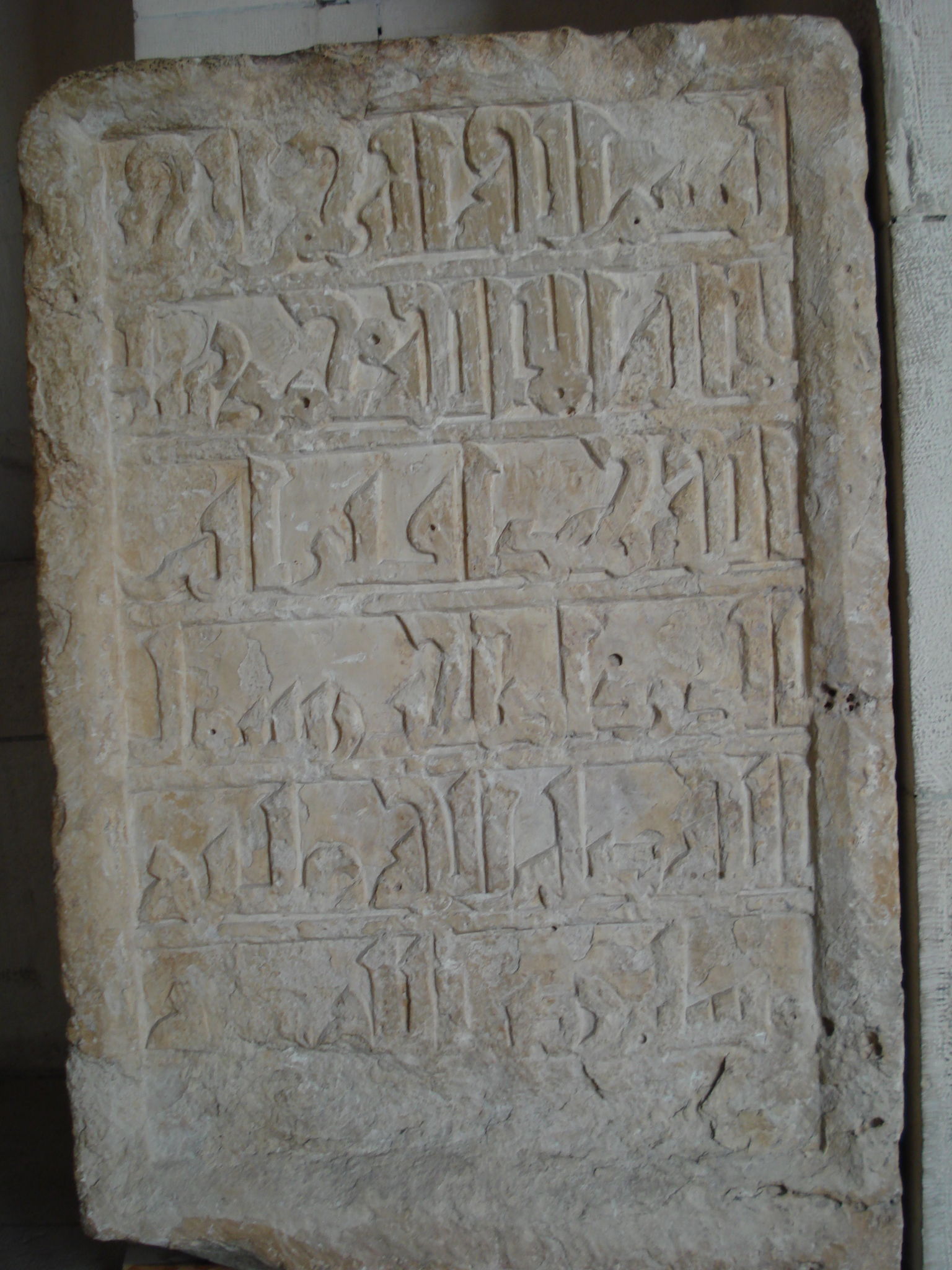
Lapide tombale riferita ad Abū l-Dardāʾ (Damasco)

Abu l-Darda (in arabo أبو الدرداء‎?, Abū l-Dardāʾ) fu uno dei più rinomati Compagni, fra gli Anṣār, del profeta Maometto. Il suo nome completo era ʿUwaymir b. Qays b. ʿĀmir b. ʿĀʾisha b. Umayya b. Mālik b. ʿAdī b. Kaʿb al-Khazrajī al-Anṣārī, del clan dei Balḥārith di Yathrib, essendo quella di Abū l-Dardāʾ una semplice kunya.
Rinomato commerciante, si convertì solo dopo la vittoria musulmana nella battaglia di Badr e si racconta che ciò fosse avvenuto solo dopo che ʿAbd Allāh b. Rawāḥa e Muḥammad b. Maslama entrarono in casa sua e, vedendo l'idolo che Abū l-Dardāʾ vi conservava e venerava, lo infransero.
La prima reazione di Abū l-Dardāʾ fu quella di raccogliere i pezzi dell'idolo e di dirgli:
prima di convincersi della vanità di quanto faceva e di decidersi a lavarsi e vestirsi per recarsi assieme ad ʿAbd Allāh e a Muḥammad dal Profeta e offrirgli la sua conversione.
Prese parte alla battaglia di Uhud e, malgrado la sua precedente attività mercantile, si dedicò interamente allo studio di argomento religioso.
Ha un qualche significato il fatto che Abū l-Dardāʾ sia stato affratellato con la cerimonia della muʾakhāt a Salmān al-Fārisī, il semi-leggendario mawlā persiano che avrebbe suggerito a Maometto l'espediente dello scavo della  trincea nel corso dell'assedio di Medina, fondamentale per volgere a favore degli assediati musulmani le sorti dello scontro.
Salmān infatti - evidente latore della superiore cultura iranica preislamica - è ricordato come il primo anello di numerose confraternite sufi.
Abū l-Dardāʾ si spostò più tardi in Siria con la moglie Umm al-Dardāʾ e a Damasco morì durante il califfato di ʿUthmān b. ʿAffān. Ancor oggi nella capitale siriana sono visibili le rispettive pietre tombali, con ogni probabilità scolpite però alcuni secoli più tardi.